# World Golf Championships
Os Campeonatos Mundiais de Golfe (World Golf Championships, WGC) são uma série de quatro torneios anuais disputados pelos jogadores de golfe profissionais, criados pela Federação Internacional de PGA Tours. Os quatro torneios do WGC são eventos de dinheiro oficial no Circuito PGA, no Circuito Europeu do PGA e no Circuito de Golfe do Japão e oficialmente sancionados pelo Circuito Asiático, pelo Circuito Sunshine e pelo PGA Tour da Australásia.
Os quatro eventos do WGC oferecem prêmios em dinheiro comparáveis aos principais torneios. No panteão dos eventos de golfe, imediatamente alguns classificam WGCs abaixo dos principais torneios e acima de todas as outras competições; de qualquer maneira, outros colocariam The Players Championship, o assim chamado "Fifth Major" (quinto major), superior a eventos do WGC. O jogador que vencer um dos eventos do WGC terá três anos de isenção do Circuito PGA.

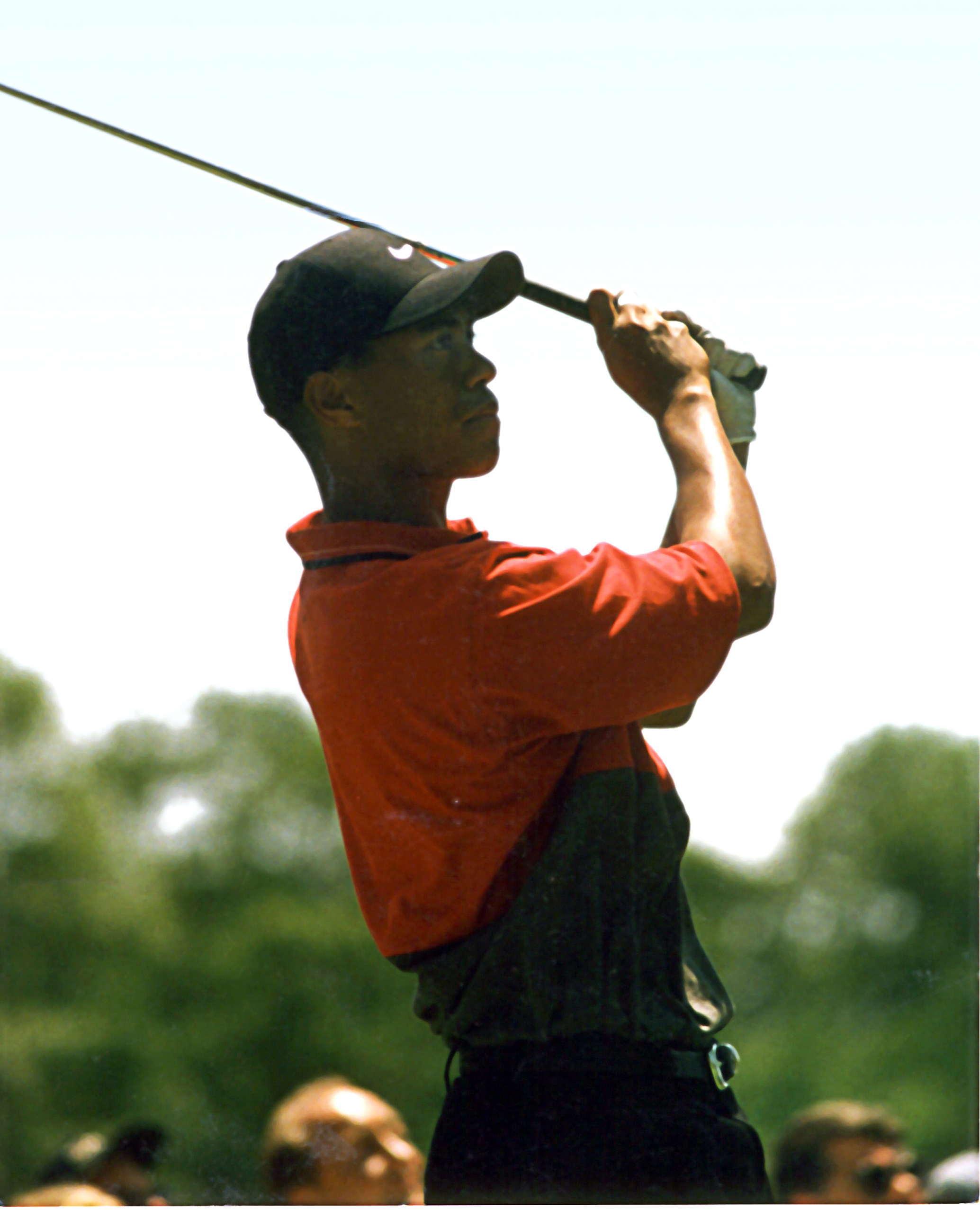
O jogador norte-americano de golfe Tiger Woods, consagra-se como o maior vencedor da série de Campeonatos Mundiais de Golfe, tendo conquistado o título 18 vezes.

## Eventos
| Evento                               | Formato          |
| ------------------------------------ | ---------------- |
| WGC-Mexico Championship (1999–)      | Jogo por tacadas |
| WGC-Dell Match Play (1999–)          | Match play       |
| WGC-Bridgestone Invitational (1999–) | Jogo por tacadas |
| WGC-HSBC Champions (2009–)           | Jogo por tacadas |

Os três primeiros eventos começaram em 1999, apesar da Bridgestone Invitational ser o sucessor direto da Série Mundial de Golfe (World Series of Golf), que começou em 1997, e o Match Play Championship é o sucessor direto do Andersen Consulting World Championship of Golf, que teve início em 1995.
O Campeonato Cadillac inicialmente passou por diferentes locais ao redor do mundo e, após o ano de 2006, substituiu o Aberto de Doral, um torneio de longa data que foi realizado no Doral Resort, no estado da Flórida, Estados Unidos.
O HSBC Champions, que foi disputado pela primeira vez em 2005, foi concedido o estatuto de World Golf Championships, começando com a edição de 2009. Atualmente, é o quarto torneio do calendário mundial.
Em abril de 2011, o Circuito Sunshine anunciou que iria sediar um quinto evento da série WGC. O evento, a ser conhecido como Tournament of Hope, seria ligado à consciência da pobreza e do HIV/AIDS na África. No início de 2012, foi anunciado que o torneio seria disputado em 2013; Mais tarde, em 2012, a entidade indicou que o torneio não seria um evento do WGC, mas, no fim de contas, o torneio nunca aconteceu.
A ideia dos criadores do WGC era criar um grupo de torneios de golfe de alto nível global reunindo os melhores jogadores de golfe dos vários circuitos com uma forma mais regular, em vez dos principais torneios. Na época, a propaganda falava de um "Word Tour" (Circuito Mundial) que poderia se desenvolver com base nos Campeonatos Mundiais e nos majors.
O conceito do "World Tour" parece ter sido descartado, mas os quatro eventos costumam atrair quase todos os jogadores da elite que são elegíveis para competir e estão entre os eventos mais prestigiados e de alto nível fora dos majors. O prêmio em dinheiro na oferta está muito perto de ser o mais alto em relação a qualquer torneio de golfe profissional. Os campeões podem receber geralmente 70 a 78 pontos no ranking mundial de golfe oficial, logo abaixo dos torneios majors, que levam 100 pontos, e do Players Championship (80 pontos). Tiger Woods dominou este torneio, vencendo dezesseis dos primeiros 32 eventos individuais (Copa não-Mundial) e vencendo pelo menos um evento a cada ano entre 1999 e 2009.
No período de 2000 a 2006, a Copa Mundial masculina de golfe, um torneio por equipes de dois jogadores que representam seu país, foi um evento do Campeonato Mundial de Golfe, embora não tenha sido um evento de premiação oficial em qualquer circuito. Já não faz parte do World Golf Championships desde 2007, porém, ainda é disputado e atualmente é conhecido como Mission Hills World Cup.
Também entre 2000 e 2006, dois ou três dos quatro torneios eram realizados nos Estados Unidos na maioria dos anos, e um ou dois eram disputados em outras partes do mundo. Desde 2007, os três eventos individuais do World Golf Championships foram disputados nos Estados Unidos, que atraiu críticas de alguns jogadores, incluindo Tiger Woods e Ernie Els, e na mídia internacional. O comissário do Circuito PGA, Tim Finchem, respondeu insistindo que jogar nos Estados Unidos é o melhor para o golfe, já que lá, o dinheiro pode ser feito de forma equilibrada do que em qualquer outro lugar. A crítica foi silenciada desde a cota de 2009 do HSBC Champions, realizado na China, ao pleno estado do WGC.

## Campeões
| Ano  | Campeonato           | Match Play           | Invitational                         | Campeões                            |
| ---- | -------------------- | -------------------- | ------------------------------------ | ----------------------------------- |
| 2016 | Adam Scott (2/2)     | Jason Day (2/2)      | Dustin Johnson (3/3)1                | Hideki Matsuyama                    |
| 2015 | Dustin Johnson (2/3) | Rory McIlroy (2/2)   | Shane Lowry                          | Russell Knox                        |
| Ano  | Match Play           | Campeonato           | Invitational                         | Campeões                            |
| 2014 | Jason Day (1/2)      | Patrick Reed         | Rory McIlroy (1/2)                   | Bubba Watson                        |
| 2013 | Matt Kuchar          | Tiger Woods (17/18)  | Tiger Woods (18/18)                  | Dustin Johnson (1/3)                |
| 2012 | Hunter Mahan (2/2)   | Justin Rose          | Keegan Bradley                       | Ian Poulter (2/2)                   |
| 2011 | Luke Donald          | Nick Watney          | Adam Scott (1/2)                     | Martin Kaymer                       |
| 2010 | Ian Poulter (1/2)    | Ernie Els (2/2)      | Hunter Mahan (1/2)                   | Francesco Molinari                  |
| 2009 | Geoff Ogilvy (3/3)   | Phil Mickelson (1/2) | Tiger Woods (16/18)                  | Phil Mickelson (2/2)                |
| 2008 | Tiger Woods (15/18)  | Geoff Ogilvy (2/3)   | Vijay Singh                          |                                     |
| 2007 | Henrik Stenson       | Tiger Woods (13/18)  | Tiger Woods (14/18)                  |                                     |
| Ano  | Match Play           | Invitational         | Campeonato                           | Copa Mundial                        |
| 2006 | Geoff Ogilvy (1/3)   | Tiger Woods (11/18)  | Tiger Woods (12/18)                  | Bernhard Langer & Marcel Siem       |
| 2005 | David Toms           | Tiger Woods (9/18)   | Tiger Woods (10/18)                  | Stephen Dodd & Bradley Dredge       |
| 2004 | Tiger Woods (8/18)   | Stewart Cink         | Ernie Els                            | Paul Casey & Luke Donald            |
| 2003 | Tiger Woods (6/18)   | Darren Clarke (2/2)  | Tiger Woods (7/18)                   | Trevor Immelman & Rory Sabbatini    |
| 2002 | Kevin Sutherland     | Craig Parry          | Tiger Woods (5/18)                   | Toshimitsu Izawa & Shigeki Maruyama |
| 2001 | Steve Stricker       | Tiger Woods (4/18)   | Cancelado devido aos ataques de 11/9 | Ernie Els & Retief Goosen           |
| 2000 | Darren Clarke (1/2)  | Tiger Woods (3/18)   | Mike Weir                            | Tiger Woods & David Duval           |
| 1999 | Jeff Maggert         | Tiger Woods (1/18)   | Tiger Woods (2/18)                   |                                     |

1 O Invitational de 2016 não foi cossancionado com o Circuito Europeu.

## Maiores vencedores
Nenhum jogador venceu os quatro eventos do WGC, e apenas Tiger Woods e Dustin Johnson venceram três deles. As dezoito vitórias do Woods no WGC aniquilam seus rivais mais próximos, Geoff Ogilvy e Johnson, ambos com três vitórias. Embora não contando como vitórias individuais, Woods também vence o então WGC-World Cup com os Estados Unidos, e o bicampeão do WGC, Ernie Els, vence a mesma competição com a África do Sul.
| Golfista       | País             | Vitórias | Match Play          | Campeonato                                  | Invitational                                      | Campeões |
| -------------- | ---------------- | -------- | ------------------- | ------------------------------------------- | ------------------------------------------------- | -------- |
| Tiger Woods    | Estados Unidos   | 18       | 3: 2003, 2004, 2008 | 7: 1999, 2002, 2003, 2005, 2006, 2007, 2013 | 8: 1999, 2000, 2001, 2005, 2006, 2007, 2009, 2013 | —        |
| Dustin Johnson | Estados Unidos   | 3        | —                   | 1: 2015                                     | 1: 2016                                           | 1: 2013  |
| Geoff Ogilvy   | Austrália        | 3        | 2: 2006, 2009       | 1: 2008                                     | —                                                 | —        |
| Darren Clarke  | Irlanda do Norte | 2        | 1: 2000             | —                                           | 1: 2003                                           | —        |
| Jason Day      | Austrália        | 2        | 2: 2014, 2016       | —                                           | —                                                 | —        |
| Ernie Els      | África do Sul    | 2        | —                   | 2: 2004, 2010                               | —                                                 | —        |
| Hunter Mahan   | Estados Unidos   | 2        | 1: 2012             | —                                           | 1: 2010                                           | —        |
| Rory McIlroy   | Irlanda do Norte | 2        | 1: 2015             | —                                           | 1: 2014                                           | —        |
| Phil Mickelson | Estados Unidos   | 2        | —                   | 1: 2009                                     | —                                                 | 1: 2009  |
| Ian Poulter    | Inglaterra       | 2        | 1: 2010             | —                                           | —                                                 | 1: 2012  |
| Adam Scott     | Austrália        | 2        | —                   | 1: 2016                                     | 1: 2011                                           | —        |

- Nota: A Copa Mundial não contava como vitórias individuais, por isso não é mencionada aqui como parte desta tabela.

## Resumo nacional
| Nação            | Total de vitórias | Vitórias por equipes | Vitórias individuais | Vencedores individuais |
| ---------------- | ----------------- | -------------------- | -------------------- | ---------------------- |
| Estados Unidos   | 36                | 1                    | 35                   | 14                     |
| Austrália        | 8                 | 0                    | 8                    | 4                      |
| Inglaterra       | 5                 | 1                    | 4                    | 3                      |
| Irlanda do Norte | 4                 | 0                    | 4                    | 2                      |
| África do Sul    | 4                 | 2                    | 2                    | 1                      |
| Alemanha         | 2                 | 1                    | 1                    | 1                      |
| Japão            | 2                 | 1                    | 1                    | 1                      |
| Canadá           | 1                 | 0                    | 1                    | 1                      |
| Fiji             | 1                 | 0                    | 1                    | 1                      |
| Irlanda          | 1                 | 0                    | 1                    | 1                      |
| Itália           | 1                 | 0                    | 1                    | 1                      |
| Escócia          | 1                 | 0                    | 1                    | 1                      |
| Suécia           | 1                 | 0                    | 1                    | 1                      |
| País de Gales    | 1                 | 1                    | 0                    | 0                      |